# Osmia hurdi
Osmia hurdi är en biart som beskrevs av White 1952. Osmia hurdi ingår i släktet murarbin, och familjen buksamlarbin. Inga underarter finns listade i Catalogue of Life.